# Kilonda

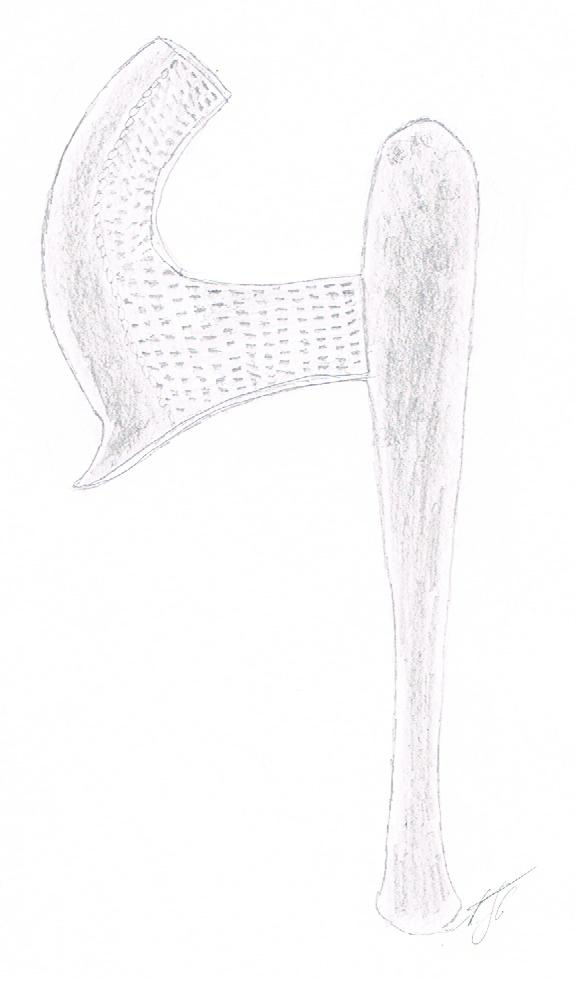
Kilonda, afrikanische Zeremonialaxt

Kilonda ist eine Axt mehrerer Ethnien der Songye und ihrer Nachbarn (Luba, Bakongo, Tetela) im Kongo (Demokratische Republik Kongo). Sie wird als Kriegs- und Standeswaffe sowie als Zahlungsmittel benutzt. Die Songye-Untergruppe Nsapo (auch Zappo Zap) gilt als der Hersteller der Waffen. Es gibt viele Versionen der Axt.

## Beschreibung
Die Klingen der Äxte bestehen aus Schmiedeeisen. Sie sind meist durchbrochen gearbeitet. Von der Schnittfläche laufen zum Teil zwei bis drei gedrehte Eisenstäbe zusammen, die in den Schaft der Axt führen und als Befestigung des Blattes (Klinge) dienen. Die Klinge hat eine Länge von etwa 25 cm. Die Schneiden sind oft wellenförmig ausgearbeitet und gleichen bei einigen Versionen einem ägyptischen Kopesh. Der Stiel ist keulenförmig und oft mit Schnitzereien und/oder Metalldrahtwicklungen verziert. Teilweise werden die Äxte nur für zeremonielle Zwecke oder als Zahlungsmittel hergestellt und sind in der Regel dann nicht als Waffe geeignet.